# Maurice Greene
|  | Per a altres significats, vegeu «Maurice Greene (compositor)». |

Maurice Greene (23 de juliol de 1974 a Kansas City) és un atleta estatunidenc guanyador de la medalla d'or als 100 metres llisos durant els Jocs Olímpics de Sydney del 2000. Fou el primer home a guanyar les curses de 100 i 200 metres llisos en uns Campionats del món, el 1999 a Sevilla.

## Millors marques
- 100 m. 9"79. Rècord del món, el 16 de juny de 1999 a Atenes
- 200 m. 19"86 7 de juliol de 1997 a Estocolm
- 60 m. 6"39. Rècord del món en pista coberta el 3 de març de 2001 a Atlanta
- 50 m. 5"56. Rècord del món en pista coberta el 13 de febrer de 1999 a Los Angeles